# XVIIe siècle en musique classique
| \| • Retour à la chronologie générale de la musique classique • \| |
| Grèce • Rome • Haut Moyen Âge • VIIIe siècle • IXe siècle • Xe siècle • XIe siècle XIIe siècle • XIIIe siècle • XIVe siècle • XVe siècle • XVIe siècle • XVIIe siècle XVIIIe siècle • XIXe siècle • XXe siècle • XXIe siècle |
| • Retour à la chronologie générale de la musique classique • |

| Années en musique classique : 1597 - 1598 - 1599 - 1600 - 1601 - 1602 - 1603    |
| Décennies en musique classique : 1570 - 1580 - 1590 - 1600 - 1610 - 1620 - 1630 |

## Événements
- 1607 : L'Orfeo de Claudio Monteverdi
- 1635 : Fiori musicali de Girolamo Frescobaldi
- 1640 : L'incoronazione di Poppea de Claudio Monteverdi
- 1647 : Orfeo de Luigi Rossi, 1er opéra représenté à Paris
- 1673 : Cadmus et Hermione de Jean-Baptiste Lully
- 1689 : Dido and Aeneas de Henry Purcell
- Date non précisée : 
  - Parution du Syntagma musicum, important ouvrage musicologique de Michael Praetorius.

## Naissances
- 1600 : Jan Baptist Verrijt, (1600-1650)
- 1600 : Carlos Patiño, (1600-1675)
- 1601 : Jacques Champion de Chambonnières, (1601-1672)
- 1601 : Louis XIII, (1601-1643)
- 1602 : Pier Francesco Cavalli, (1602-1676)
- 1602 : William Lawes, (1602-1645)
- 1603 : Denis Gaultier, (1603 -1672)
- 1603 : Marco Uccellini, (1603 ca-1680)
- 1604 : François Dufaut, (av. 1604-av. 1672)
- 1605 : Orazio Benevoli, (1605-1672)
- 1605 : Giacomo Carissimi, (1605-1674)
- 1610 : Henry Du Mont, (1610-1684)
- 1613 : Nicolas-Antoine Lebègue, (1613-1702)
- 1614 : Juan Hidalgo de Polanco, (1614 – 1685)
- 1615 : Heinrich Bach, (1615-1692)
- 1616 : Johann Jakob Froberger, (1616-1667)
- 1618 : Joan Cererols, (1618-1676)
- 1620 : Jean-Henri d'Anglebert, (1620 ca-1691)
- années 1620-1630 : Giovanni Antonio Pandolfi Mealli, (1620/34 ca-1669)
- 1620 : Johann Rosenmüller, (1620 ca-1684)
- 1621 : Matthias Weckmann, (1621-1674)
- 1622 : Jean Lacquemant (dit Dubuisson), (1622 ou 1623-1680)
- 1623 : Pietro Marc Antonio Cesti, (1623-1669)
- 1623 : Johann Heinrich Schmelzer, (1623 ca-1680)
- 1626 : Louis Couperin, (1626 ca-1661)
- 1626 : Giovanni Legrenzi, (1626-1690)
- 1632 : Jean Baptiste Lully, (1632-1687)
- 1634 : Carlo Grossi, (1634 ca-1688)
- 1636 : Daniel Speer, (1636-1707)
- 1637 : Dietrich Buxtehude, (1637 ca-1707)
- 1638 : Giovanni Buonaventura Viviani, (1638-1692 ca)
- 1639 : Alessandro Melani, (1639-1703)
- 1639 : Johann Christoph Pezel, (1639-1694)
- 1640 : Pierre Huguenet, (1640 ca-1722 av)
- 1640 : Paolo Lorenzani, (1640-1713)
- 1640 : Jean de Sainte-Colombe, (1640-1701)
- 1640 : Gaspar Sanz, (1640-1710)
- 1640 : Pavel Josef Vejvanovský, (1640 ca-1693)
- 1642 : Georg Christoph Bach, (1642-1697)
- 1642 : Johann Christoph Bach, (1642-1703)
- 1642 : Alessandro Stradella, (1642-1682)
- 1643 : Marc-Antoine Charpentier, (1643 ca-1704)
- 1644 : Heinrich Ignaz Franz Biber, (1644-1704)
- 1644 : Juan Bautista Cabanilles, (1644-1712)
- 1644 : Johann Wolfgang Franck, (1644-1710 ca)
- 1646 : Johann Theile, (1646-1724)
- 1648 : Juan de Araujo, (1648-1712)
- 1648 : Johann Michael Bach I, (1648-1694)
- 1649 : John Blow, (1649-1708)
- 1650 : Domenico Gabrielli, (1650 ca-1690)
- 1650 : André Raison, (1650-1719)
- 1650 : Robert de Visée, (1650 ca-1725 ca)
- 1652 : Sébastien Huguenet, (1652-1721)
- 1653 : Arcangelo Corelli, (1653-1713)
- 1653 : Georg Muffat, (1653-1704)
- 1653 : Johann Pachelbel, (1653-1706)
- 1654 : Agostino Steffani, (1654-1728)
- 1655 : Sébastien de Brossard, (1655-1730)
- 1656 : Gottfried Finger, (1656-1730)
- 1656 : Marin Marais, (1656-1728)
- 1657 : Michel-Richard de Lalande, (1657-1726)
- 1658 : Giuseppe Torelli, (1658-1709)
- 1659 : Henry Purcell, (1659-1695)
- 1660 : André Campra, (1660-1744)
- 1660 : Sebastián Durón, (1660-1716)
- 1660 : Johann Joseph Fux, (1660-1741)
- 1660 : Johann Kuhnau, (1660-1722)
- 1660 : Alessandro Scarlatti, (1660-1725)
- 1661 : Georg Böhm, (1661-1733)
- 1663 : Friedrich Wilhelm Zachow, (1663-1712)
- 1665 : Petros Bereketis, (1665 ca-1725 ca)
- 1665 : Nicolaus Bruhns, (1665-1697)
- 1665 : Johann Caspar Ferdinand Fischer, (1665 ca-1746)
- 1665 : Johann Nikolaus Hanff, (1665-1711)
- 1665 : Antonio Lotti, (1665-1740)
- 1665 : Tommaso Antonio Vitali, (1665 ca-1745 ca)
- 1666 : Elisabeth Jacquet de la Guerre, (1666-1729)
- 1666 : Jean-Féry Rebel, (1666-1747)
- 1666 : Andreas Nicolaus Vetter, (1666-1734)
- 1667 : Michel Pignolet de Montéclair, (1667-1737)
- 1668 : François Couperin, (1668-1733)
- 1669 : Jean Gilles, (1669-1705)
- 1669 : Alessandro Marcello, (1669-1747)
- 1669 : Louis Marchand, (1669-1732)
- 1670 : Enrico Albicastro, (1670-1738)
- 1670 : Andreas Armsdorff, (1670-1699)
- 1670 : Giovanni Bononcini, (1670-1747)
- 1670 : Antonio Caldara, (1670-1736)
- 1670 : Johann Christian Schickhardt, (1670 ca-1740)
- 1671 : Tomaso Albinoni, (1671-1751)
- 1671 : Nicolas de Grigny, (1671-1703)
- 1671 : Teodorico Pedrini, (1671-1746)
- 1672 : Antoine Forqueray, (1672-1745)
- 1672 : Francesco Antonio Bonporti, (1672-1749)
- 1672 : André-Cardinal Destouches, (1672-1749)
- 1672 : Francesco Mancini, (1672-1737)
- 1673 : Jacques Martin Hotteterre, (1673-1763)
- 1674 : Jeremiah Clarke, (1674 ca-1707)
- 1674 : Reinhard Keiser, (1674-1739)
- 1674 : Pierre Du Mage, (1674 ca-1751)
- 1674 : Jacques-Martin Hotteterre, (1674-1763)
- 1675 : Evaristo Felice Dall'Abaco, (1675-1742)
- 1676 : Louis-Nicolas Clérambault, (1676-1749)
- 1677 : Antonio Maria Bononcini, (1677-1726)
- 1678 : William Croft, (1678-1727)
- 1678 : Antonio Vivaldi, (1678-1741)
- 1679 : Domenico Sarro, (1679-1744)
- 1679 : Jan Dismas Zelenka, (1679-1745)
- 1680 : Jean-Adam Guilain, (1680 ca-1740 ca)
- 1680 : Jean-Baptiste Lœillet de Londres, (1680-1730)
- 1680 : Francesco Manfredini, (1680 ca-1748)
- 1680 : Robert Valentine, (1680-1735)
- 1681 : Carlo Ricciotti, (1681-1756)
- 1681 : Georg Philipp Telemann, (1681-1767)
- 1682 : Jean-François Dandrieu, (1682-1738)
- 1682 : Jean-Joseph Mouret, (1682-1738)
- 1683 : Johann David Heinichen, (1683-1729)
- 1683 : Jean-Philippe Rameau, (1683-1764)
- 1684 : Bohuslav Matej Cernohorsky, (1684-1742)
- 1684 : Francesco Durante, (1684-1755)
- 1684 : Johann Gottfried Walther, (1684-1748)
- 1685 : Giuseppe Matteo Alberti, (1685 ca-1751)
- 1685 : Johann Sebastian Bach, (1685-1750)
- 1685 : John Gay, (1685-1732)
- 1685 : Lodovico Giustini, (1685-1743)
- 1685 : Georg Friedrich Händel, (1685-1759)
- 1685 : Melchior Hoffmann, (1685 ca-1715)
- 1685 : Jacques Loeillet, (1685-1746)
- 1685 : Domenico Scarlatti, (1685-1757)
- 1686 : Benedetto Marcello, (1686-1739)
- 1686 : Nicola Antonio Porpora, (1686-1768)
- 1686 : Sylvius Leopold Weiss, (1686-1750)
- 1687 : Willem de Fesch, (1687-1761)
- 1687 : Johann Ernst Galliard, (1687-1749)
- 1687 : Francesco Geminiani, (1687-1762)
- 1688 : Johann Friedrich Fasch, (1688-1758)
- 1688 : Domenico Zipoli, (1688-1726)
- 1689 : Joseph Bodin de Boismortier, (1689-1755)
- 1690 : William Babell, (1690-1723)
- 1690 : Francesco Barsanti, (1690 ca-1760 ca)
- 1690 : Philibert de Lavigne, (1690 ca-)
- 1690 : Jean Jacques Naudot, (1690 ca-1762)
- 1690 : Giovanni Platti, (1690-1763)
- 1690 : Gottfried Heinrich Stölzel, (1690-1749)
- 1690 : Carlo Tessarini, (1690-1765 ca)
- 1690 : Francesco Maria Veracini, (1690-1750 ca)
- 1690 : Leonardo Vinci, (1690-1730)
- 1690 : Robert Woodcock, (1690-1728)
- 1692 : Francesco Barbella, (1692-1732)
- 1692 : Giuseppe Tartini, (1692-1770)
- 1692 : Unico Wilhelm van Wassenaer, (1692-1766)
- 1693 : Christoph Förster, (1693-1745)
- 1693 : Giuseppe Sammartini, (1693 ca-1750 ca)
- 1693 : Gregor Joseph Werner, (1693-1766)
- 1694 : Louis-Claude Daquin, (1694-1772)
- 1694 : Johann Samuel Endler, (1694-1762)
- 1694 : Leonardo Leo, (1694-1744)
- 1694 : Johan Helmich Roman, (1694-1758)
- 1695 : Pietro Antonio Locatelli, (1695-1764)
- 1696 : Ernst Gottlieb Baron, (1696-1760)
- 1696 : Johann Melchior Molter, (1696-1765)
- 1696 : Esprit Antoine Blanchard, (1696-1770)
- 1697 : Jean-Marie Leclair, (1697-1764)
- 1697 : Johann Joachim Quantz, (1697-1773)
- 1699 : Johann Adolf Hasse, (1699-1783)

## Décès
- 1600 : Claude Le Jeune, (1530-1600)
- 1600 : Pierre Chabanceau de La Barre, (1545-1600)
- 1602 : Emilio de' Cavalieri, (1550-1602)
- 1602 : Thomas Morley, (1557-1602)
- 1603 : Philippe de Monte, (1521-1603)
- 1604 : Claudio Merulo, (1533-1604)
- 1605 : Orazio Vecchi, (1550-1605)
- 1606 : Guillaume Costeley, (1530-1606)
- 1606 : Leonhard Lechner, (1553-1606)
- 1607 : Luzzasco Luzzaschi, (1545-1607)
- 1608 : Luca Bati, (1546-1608)
- 1609 : Eustache Du Caurroy, (1549-1609)
- 1611 : Tomás Luis de Victoria, (1548-1611)
- 1612 : Antonio Archilei, (1542-1612)
- 1612 : Giovanni Gabrieli, (1557-1612)
- 1612 : Hans Leo Hassler, (1564-1612)
- 1613 : Carlo Gesualdo, (1566-1613)
- 1616 : Cornelis Schuyt, (1557-1616)
- 1621 : Jan Pieterszoon Sweelinck, (1562-1621)
- 1621 : Michael Praetorius, (1571-1621)
- 1625 : Orlando Gibbons, (1583-1625)
- 1626 : John Dowland, (1563-1626)
- 1633 : Jacopo Peri, (1561-1633)
- 1638 : John Wilbye, (1574-1638)
- 1643 : Girolamo Frescobaldi, (1583-1643)
- 1643 : Claudio Monteverdi, (1567-1643)
- 1645 : Tobias Hume, (1569-1645)
- 1645 : William Lawes, (1602-1645)
- 1650 : Jan Baptist Verrijt, (1600-1650)
- 1651 : Jacob Schultze, (1586-1651)
- 1653 : Luigi Rossi, (1597-1653)
- 1667 : Johann Jakob Froberger, (1616-1667)
- 1669 : Philipp Friedrich Buchner, (1614-1669)
- 1669 : Pietro Marc Antonio Cesti, (1623-1669)
- 1672 : Thomas Gobert,
- 1672 : Heinrich Schütz, (1585-1672)
- 1672 : Jacques Champion de Chambonnières, (1601-1672)
- 1672 : Denis Gaultier, (1603-1672)
- 1672 : Orazio Benevoli, (1605-1672)
- 1674 : Giacomo Carissimi, (1605-1674)
- 1674 : Matthias Weckmann, (1616-1674)
- 1675 : Carlos Patiño, (1600-1675)
- 1675 : Andreas Hammerschmidt, (1612-1675)
- 1676 : Francesco Cavalli, (1602-1676)
- 1676 : Adam Václav Michna, (1600-1676)
- 1687 : Jean-Baptiste Lully, (1632-1687)
- 1695 : Henry Purcell, (1659-1695)
- 1697 : Nicolaus Bruhns, (1665-1697)
- 1699 : Charles Mouton, (1626-1699)